# 68 (album)
68 è il secondo album in studio del rapper italiano Ernia, pubblicato il 7 settembre 2018 dalla Island Records.

## Descrizione
Anticipato dai videoclip dei brani Domani e Simba, il disco si compone di dodici brani, prodotti da Marz e Shablo, tra cui Bro, in collaborazione con il collega ed amico d'infanzia Tedua. Il nome dell'album è lo stesso dell'unico autobus che passa a Bonola, estrema periferia del Quartiere Triennale 8 di Milano, dove il rapper è cresciuto.
L'album è da ascoltare "al contrario", partendo dalla dodicesima traccia (La paura, stato d'animo di Ernia all'inizio della lavorazione di 68) fino ad arrivare alla prima, King QT, cioè dove vorrebbe che il disco lo portasse. Nel disco, considerato da lui come conscious hip hop seguendo le orme di Kendrick Lamar, sono presenti molte citazioni letterarie, partendo da Pirro re dell'Epiro, passando per Alessandro Magno, fino ad arrivare a Fabrizio De André.
Il 7 marzo 2019, in occasione della data conclusiva del 68 Tour all'Alcatraz di Milano, Ernia ha annunciato l'uscita della riedizione dell'album, denominata 68 (Till the End); uscita il 5 aprile, la nuova edizione comprende un secondo CD contenente sette brani, tra cui il singolo apripista Certi giorni, realizzato in collaborazione con Nitro.

## Tracce
Testi di Ernia, musiche di Marz, eccetto dove indicato.
1. King QT – 2:48
2. 68 – 3:37 (musica: Marz, Zef)
3. Simba – 3:19
4. Domani – 3:39 (musica: Marz, Shablo)
5. No Pussy – 2:42
6. Tosse (la fine) – 3:46
7. Bro (feat. Tedua) – 3:11 (testo: Ernia, Tedua)
8. Paranoia mia – 2:31 (musica: Marz, Luke Giordano)
9. Sigarette (l'inizio) – 4:11
10. QQQ – 3:06 (musica: Luke Giordano)
11. Un pazzo – 2:36 (musica: Luke Giordano)
12. La paura – 3:09 (musica: Marz, Zef)

Till the End – CD bonus nella riedizione
1. Lewandowski VI – 2:02
2. Certi giorni (feat. Nitro) – 3:15
3. Phi – 2:54
4. Il mondo chico (feat. Lazza) – 2:33
5. Ti ho perso – 3:18
6. Mr Bamboo (feat. Chadia Rodríguez) – 2:35
7. Un sasso nella scarpa – 3:10

## Formazione
Musicisti
- Ernia – voce
- Tedua – voce aggiuntiva (traccia 7)

Produzione
- Marz – produzione (eccetto tracce 10 e 11), registrazione
- Zef – produzione (tracce 2 e 12)
- Shablo – produzione (traccia 4), produzione esecutiva
- Luke Giordano – produzione (tracce 8, 10 e 11)
- Patrick Carinci – missaggio, mastering
- Junior K – registrazione
- Lorenzo Prestia – produzione esecutiva
- Simone Pizzocollo – produzione esecutiva
- Ciro Buccolieri – produzione esecutiva

## Classifiche

### Classifiche settimanali
| Classifica (2018) | Posizione massima |
| ----------------- | ----------------- |
| Italia            | 1                 |

### Classifiche di fine anno
| Classifica (2019) | Posizione |
| ----------------- | --------- |
| Italia            | 45        |
| Classifica (2020) | Posizione |
| Italia            | 85        |